# 第28屆金曲獎
第28屆金曲獎（英語：The 28th Golden Melody Awards），由文化部影音產業局主辦。參賽作品限2016年以臺灣為首次發表地之作品。入圍名單在2017年5月16日公佈。頒獎典禮於2017年6月24日在臺北小巨蛋舉行。五月天憑著《自傳》專輯入圍8項，艾怡良憑著《說艾怡良》專輯入圍7項緊接在後，新人黑馬草東沒有派對的《醜奴兒》、伍佰的《釘子花》異軍突起入圍6項，是本屆入圍前三強。

## 播放平台
| 频道        | 所在地           | 播出日期      | 播出时间                                        | 备注                                                                     |
| ----------- | ---------------- | ------------- | ----------------------------------------------- | ------------------------------------------------------------------------ |
| 台視主頻    | 臺灣             | 2017年6月24日 | 17:00 - 19:00(星光大道) 19:00 - 23:30(颁奖典礼) | 现场直播                                                                 |
| HUB都会台   | 新加坡           | 2017年6月24日 | 17:00 - 19:00(星光大道) 19:00 - 23:30(颁奖典礼) | 现场直播                                                                 |
| Astro喜悦HD | 马来西亚         | 2017年6月24日 | 17:00 - 19:00(星光大道) 19:00 - 23:30(颁奖典礼) | 只在电视及电台MYFM直播颁奖典礼 星光大道和颁奖典礼全程在Astro Go 线上直播 |
| 騰訊視頻    | 中国大陆         | 2017年6月24日 | 17:00 - 19:00(星光大道) 19:00 - 23:30(颁奖典礼) | 延时直播                                                                 |
| 飛碟聯播網  | 臺灣             | 2017年6月24日 | 17:00 - 19:00(星光大道) 19:00 - 23:30(颁奖典礼) | 電台直播                                                                 |
| Tiger Tech  | 北美（含美、加） | 2017年6月24日 | 17:00 - 19:00(星光大道) 19:00 - 23:30(颁奖典礼) | 现场直播                                                                 |
| 非凡新聞台  | 臺灣             | 2017年6月25日 | 23:00 - 03:30(頒獎典禮)                         | 重播                                                                     |

## 評選概況
- 入圍名單評選概況

第28屆金曲獎入圍名單16日下午3時公布。五月天以專輯《自傳》入圍8項最多，評審團主席黃韻玲表示：「對我來講五月天雖然出道很久，但他一直在帶給你驚喜，聽得到他音樂的初衷。」艾怡良以《說艾怡良》入圍歌后等7項緊追在後，伍佰與「草東沒有派對」入圍6項居第三。提到今年的評選標準，主席黃韻玲則表示：「今年的核心思想，沒有特別鼓勵類型音樂，要看整張作品對未來性、前瞻性，可以賦予未來的5-10年，可以看到潛力的發展。」她說，每個獎項都陷入激辯，其中最佳專輯、男女歌手及新人、樂團討論都很久。本屆評審總召黃韻玲說：「今年有很多新勢力的誕生，新生的反撲，前幾屆已經出現在名單上，可能比較稚嫩，但現在都已經有反撲的力量，他們突破限制，對音樂的野心十足。」由於本屆參賽作品競爭激烈，入圍名單整整延遲超過40分鐘才公布，遺珠方面，評審團主席黃韻玲表示，每個人心中都有自己喜歡的音樂、也很難去妥協，所以必須提出很多理論、說法，所以最後還是要回歸公平的投票機制，黃韻玲透露，這次參賽作品競爭激烈，幾乎沒有第一輪就產生的入圍者，「以一個公平性來講，我們最終還是回歸的音樂性本身，它想要表達什麼、想要訴求什麼，能不能感動你，我想這才是最重要的。」在每一個項目評審都有不同意見，因為音樂多元性跟太多觀點不一樣，所以評審也需要用一個多元觀點去評每個不同風格的作品，也提到第一輪就產生的入圍者是最佳作曲人。
- 獎項得主評選概況

金曲獎大風吹起世代交替，評審團主席黃韻玲以「不得不聽見新世代」來形容。第二十八屆金曲獎在今天落幕，因為「悶世代到你面前已不能不看見」。評審過程絕對公正，沒有配獎的問題，一定要每一位評審都發言，表達自己的想法過後才進行投票，因此多數獎項在第一輪投票即有結果。評審票數總共 20 票，黃韻玲說，草東沒有派對在最佳新人獎（19 票）、最佳樂團獎（19 票）以及年度歌曲獎（18 票），皆在第一輪就以壓倒性的票數獲勝。她認為，草東能夠獲勝是因為「打破格局，找到華語音樂新方向」。除此之外，第一輪投票競爭最激烈的獎項為最佳國語女歌手獎，艾怡良以 10 票小贏 8 票的娃娃魏如萱。而最佳國語專輯獎，評審在郭頂、方大同、五月天之間抉擇，投票三輪才有結果，各得 10 票。第一輪無人過半，在第二輪，五月天和郭頂勢均力敵，到第三輪才以十三票勝出，以「一直關心人與人距離，廿年努力帶動樂團的風氣，可以聽出時代和精神感，以音樂帶動華語音樂」勝出。至於年度專輯獎，總共評了五輪之多，到最後一輪桑布伊的《椏幹》以 10 票險勝。該張專輯沒有獲得最佳原住民專輯獎，黃韻玲表示評審在評不分語言的年度專輯獎時，都是打破格局來評的，並不會因為他沒有得到最佳原住民專輯獎就沒有得獎可能。成軍五年、第一張專輯「草東沒有派對」就成贏家，黃韻玲說，草東沒有派對「成為新世代的標竿，對於下一代世代，他們已經準備好了」，拿走最佳樂團獎。草東沒有派對的《大風吹》和周杰倫的《告白氣球》，前者因「音樂豐富完整」勝出。五月天在最佳國語專輯項的最大對手是郭頂，第一輪無人過半，第二輪兩者打成平手，到第三輪才以十三票勝出，原因是「一直關心人與人距離，廿年努力帶動樂團的風氣，可以聽出時代和精神感，以音樂帶動華語音樂」。方大同因「創作豐富、音樂有企圖心，巧妙結合R&B和中文，非常自然」，在廿票中，第一輪就以十八票大勝林宥嘉。艾怡良的咬字和感情被讚不慍不火，且經幾年的重新學習，在靈魂樂風外更加多元風格，和魏如萱拚到第二輪，以十票勝出。

## 報名資格與統計
本屆自2016年12月1日至2017年1月4日可以報名，凡於2016年以臺灣地區為首次發行地並以CD形式發行之流行音樂專輯均可參賽。特別貢獻獎推薦時間則至2017年5月8日止。本屆首度全面開放數位發行之作品參賽，凡只要在中華民國境內三家以上合法數位銷售平臺上架之作品即可報名。文化部影視及流行音樂產業局於5月16日公布入圍名單，本屆計有202家報名單位、606張專輯、1萬5,934件作品參賽，並經92人次評審委員以初審及複審二階段評審後，決議本年入圍名單，計175件作品入圍角逐27個獎項。

## 評審團
| 評審團主席：黃韻玲 資格審委員： - 吳建恆 - 紀明陽 - 鄧人傑 \| 初審委員： - 吳建恆 - 紀明陽 - 鄧人傑 - 王希文 - 李兆雄 - 李明智 - 馬世芳 - 馬欣 - 高慧君 - 許茹芸 - 陳艾玲 - 陳忠宏 - 陳建瑋 - 陳國華 - 陳惠婷 - 童志偉 - 熊美玲 - 劉思銘 - 厲曼婷 - 謝宇威 \| 複審委員： - 王希文 - 李兆雄 - 李明智 - 馬世芳 - 馬欣 - 高慧君 - 許茹芸 - 陳艾玲 - 陳忠宏 - 陳建瑋 - 陳國華 - 陳惠婷 - 童志偉 - 熊美玲 - 劉思銘 - 厲曼婷 - 謝宇威 \| | 錄音專輯獎： 召集人: 黃介文 - 周峰毅 - 林揮斌 - 紀華麟 - 曾長青 - 黃浩倫 - 蔡科俊                                                                                 | 音樂錄影帶獎： 召集人: 薛聖棻 - 吳怡芬 - 李芸嬋 - 林孝謙 - 胡佩芸 - 蔣承縉 - 方文山 | 專輯裝幀設計獎： 召集人: 陳俊良 - 王盈發 - 呂理傑 - 李明道 - 陶婉玲 - 楊韻儒 - 陳世川 |
| 初審委員： - 吳建恆 - 紀明陽 - 鄧人傑 - 王希文 - 李兆雄 - 李明智 - 馬世芳 - 馬欣 - 高慧君 - 許茹芸 - 陳艾玲 - 陳忠宏 - 陳建瑋 - 陳國華 - 陳惠婷 - 童志偉 - 熊美玲 - 劉思銘 - 厲曼婷 - 謝宇威 | 複審委員： - 王希文 - 李兆雄 - 李明智 - 馬世芳 - 馬欣 - 高慧君 - 許茹芸 - 陳艾玲 - 陳忠宏 - 陳建瑋 - 陳國華 - 陳惠婷 - 童志偉 - 熊美玲 - 劉思銘 - 厲曼婷 - 謝宇威 |                                                                                     |                                                                                       |

## 入圍暨得獎名單
| 以表示得獎者 |

## 頒獎典禮
本屆金曲獎訂於2017年6月24日晚間7點在臺北小巨蛋舉行頒獎典禮，星光大道於當日下午5點在台北小巨蛋南側廣場展開。本屆繼續由台視承辦典禮製播工作。陳鎮川繼續擔任頒獎典禮的總製作人，黃子佼連莊擔綱典禮主持人，星光大道主持則是Dennis與Lulu繼續主持，Lulu也擔任典禮串場主持人，Dennis則擔任媒體採訪區主持。典禮旁白由中廣流行網《午夜我和你》、《美俐人生》主持人豆子擔任 

### 頒獎嘉賓
| 頒獎人                                 | 頒發獎項                                          |
| -------------------------------------- | ------------------------------------------------- |
| 盧廣仲                                 | 演唱類最佳新人獎                                  |
| 韋禮安                                 | 演奏類最佳作曲人獎 演唱類最佳作曲人獎             |
| 黃妃、秀蘭瑪雅、李婭莎、張艾莉、曹雅雯 | 特別貢獻獎                                        |
| 紀露霞                                 | 演唱類最佳台語女歌手獎                            |
| 澎恰恰、許效舜                         | 演唱類最佳台語男歌手獎 演唱類最佳台語專輯獎       |
| 黃裕翔、陳建騏                         | 演奏類最佳專輯製作人獎 演奏類最佳專輯獎           |
| 蕭敬騰                                 | 演唱類年度歌曲獎                                  |
| 羅時豐                                 | 演唱類最佳客語歌手獎 演唱類最佳客語專輯獎         |
| 舒米恩                                 | 演唱類最佳原住民語歌手獎 演唱類最佳原住民語專輯獎 |
| 魏如萱                                 | 演唱類最佳作詞人獎 演唱類最佳編曲人獎             |
| 容祖兒                                 | 技術類最佳專輯裝幀設計獎 演唱類最佳音樂錄影帶獎   |
| 楊丞琳                                 | 技術類最佳演奏錄音專輯獎 技術類最佳演唱錄音專輯獎 |
| 黃韻玲                                 | 評審團獎                                          |
| 姚可傑、馬念先、陳如山                 | 演唱類最佳演唱組合獎 演唱類最佳樂團獎             |
| 陶晶瑩、張惠妹                         | 特別貢獻獎                                        |
| 陶喆                                   | 演唱類最佳單曲製作人獎 演唱類最佳專輯製作人獎     |
| 林俊傑                                 | 演唱類最佳國語男歌手獎                            |
| 彭佳慧                                 | 演唱類最佳國語女歌手獎                            |
| 羅大佑                                 | 演唱類最佳國語專輯獎 演唱類年度專輯獎             |

### 表演節目
| 引言人 | 表演嘉賓                           | 演出主題     | 演出內容                                                                                                 |
| ------ | ---------------------------------- | ------------ | --- |
|        | 張震嶽 兄弟本色                    | 音樂本色     | 阿美族歌謠〈除草歌〉 張震嶽〈別哭小女孩〉 齊秦〈思念是一種病〉 兄弟本色〈迷途羔羊〉 兄弟本色〈FLY OUT〉  |
| 黃子佼 | 黃妃 秀蘭瑪雅 李婭莎 張艾莉 曹雅雯 | 寶島歌后     | 紀露霞〈望你早歸〉                                                                                       |
| 黃子佼 | 陳建瑋 羅文裕                      | 增產報音樂   | 羅文裕〈請說客語〉 客家歌謠〈月光光〉 台語歌謠〈西北雨〉 陳建瑋〈WOULD YOU BE MY GIRL〉 郭金發〈燒肉粽〉 |
|        | GLAY 五月天怪獸                    | GLAY MONSTER | GLAY〈the other end of the globe〉 GLAY〈誘惑〉                                                          |
| 黃子佼 | 林宥嘉 周東彥                      | INFINITY     | 陳珊妮〈沒用的傘〉                                                                                       |
|        | 李榮浩                             | 黑色搖滾     | 崔健〈一無所有〉 Beyond〈歲月無聲〉 伍佰〈樹枝孤鳥〉                                                     |
| 陶晶瑩 | 張惠妹                             | 雨後星空     | 張雨生〈天天想你〉 張雨生〈以為你都知道〉 張雨生〈後知後覺〉 張惠妹〈不顧一切〉 張雨生〈我期待〉         |
|        | 五月天                             | 夢想無限公司 | 〈頑固〉                                                                                                 |
| 黃子佼 | 彭佳慧                             | 榮耀時刻     | 逃跑計畫〈夜空中最亮的星〉                                                                               |

因草東沒有派對當中兩個團員正在服兵役，無法在典禮前彩排，故無法在得獎後進行新人獎演出。

## 多項入圍得獎紀錄

### 以唱片名義計算，列出3項或以上入圍者
| 排名 | 演唱者 及 唱片                             | 入圍數目 | 得獎數目 |
| ---- | ------------------------------------------ | -------- | -------- |
| 1    | 桑布伊 《椏幹》                            | 7        | 3        |
| 2    | 草東沒有派對 《醜奴兒》                    | 6        | 3        |
| 3    | 秦四風 《SEDAR》                           | 4        | 3        |
| 4    | 五月天 《自傳》                            | 8        | 2        |
| 5    | 阿爆 《Vavayan 女人》                      | 5        | 2        |
| 6    | 二本貓 《光亮徬徨的閃耀年紀》              | 3        | 2        |
| 7    | 艾怡良 《說 艾怡良》                       | 7        | 1        |
| 8    | 伍佰 《釘子花》                            | 6        | 1        |
| 9    | 方大同 《西遊記》                          | 5        | 1        |
| 9    | 李欣芸 《心情電影院》                      | 5        | 1        |
| 9    | 謝銘祐 《舊年》                            | 5        | 1        |
| 12   | 楊乃文 《離心力》                          | 4        | 1        |
| 13   | 生祥樂隊 《圍莊》                          | 3        | 1        |
|      | 郭頂 《飛行器的執行週期》                  | 6        | 0        |
|      | 魏如萱 《末路狂花》                        | 5        | 0        |
|      | 郭明龍 《Longer Story》                    | 4        | 0        |
|      | 李英宏 《台北直直撞》                      | 3        | 0        |
|      | 楊丞琳 《年輪說》                          | 3        | 0        |
|      | 米莎、地下河 《百夜生》                    | 3        | 0        |
|      | 陳瑋儒 《我爸講海陸，我媽講四縣》          | 3        | 0        |
|      | 周杰倫 《周杰倫的床邊故事》                | 3        | 0        |
|      | 馬詠恩、農男樂團 《看月亮 Sadu Kata Buan》 | 3        | 0        |
|      | 吉那罐子 《桐花放客》                      | 3        | 0        |
|      | 戴曉君 《順著河流走》                      | 3        | 0        |
|      | 董事長樂團 《董事長的少年時代》            | 3        | 0        |
|      | 家家 《還是想念》                          | 3        | 0        |

## 外部連結
- 第28屆流行音樂金曲獎入圍名單 （页面存档备份，存于），文化部影視及流行音樂產業局.2017-05-16
- 第28屆流行音樂金曲獎得獎名單 （页面存档备份，存于），文化部影視及流行音樂產業局.2017-06-26
- 第28屆金曲獎官網 （页面存档备份，存于）